# Близанац (филм)
Близанац (енгл. Gemini Man) је амерички акциони трилер филм из 2019. године, режиран од стране Анг Лија. Написали су га Дејвид Бениоф, Били Реј и Дарен Лемке. У главним улогама су Вил Смит, Мери Елизабет Винстед, Клајв Овен и Бенедикт Вонг, а филм прати плаћеног убицу који постаје мета клона млађе верзије себе, а притом је у бекству од власти.
Првобитно смишљен 1977, филм је прошао кроз 20 година развоја и неколико режисера, укључујући Тонија Скота, Кертиса Хенсона и Џоа Карнахана. У једном тренутку су били умешани и многи глумци : Харисон Форд, Мел Гибсон и Шон Конери. Skydance Media је 2016. купила права на сценарио (који је прошао кроз неколико прерада) од Дизнија и у октобру 2017, Анг Ли је потписао уговор да режира за Skydance са Paramount-om рукујући дистрибуцијским правима. Снимање је трајало од фебруара до маја 2018.
Близанац је премијерно приказан 1. октобра 2019, а у биоскопима у Сједињеним Америчким Државама и пуштен од стране Paramount Pictures 11. октобра 2019. у стандардном 3D, Dolby Cinema, 4DX, IMAX 3D и ScreenX Formats, као и у ХФР ( High Frame Rate) „3-Д+“ на одабраним екранима ( укључујући Dolby Cinema  и 47 IMAX 3-D са ласерским екранима широм света). Филм је углавном добио негативне коментаре од критичара за свој сценарио и радњу, иако је само извођење похваљено. Подмлађивање Смита и High Frame Rate од 120 ФПС су добили помешан одзив, неки критичари су их хвалили као технолошки напредак, док су други веровали да је неубедљиво. Прикупио је 173 милиона долара у односу на процењени буџет од 138 милиона, поставши филм са великим губитком од 75 милиона долара за Paramount.

## Радња
Хенри Броган је стари морнар који сада ради као убица политичара за обавештајну агенцију одбране. Позван је на мисију да убије анонимног терористу који се укрцао на брзи воз. За време те мисије Хенријев спотичар га упозорава на младу девојку која се приближава мети,због чега Хенри мора да одложи пуцњаву због те девојке све до последње секунде. Тада пуца у врат иако је циљао главу. Након тога он не ради више у влади, јер га је деморалисао тај случај убиства.
Док се прилагођавао пензији,Хенри упознаје менаџера за изнајмљивање чамаца и ступа у контакт са својим старим пријатељем,чије је име Џек. Њему Џек открива да му је доушник особа по имену Јури, да човек кога је Хенри убио био је заправо недужан, и нису имали доказа да га убију. Хенри је рекао Џеку да закаже састанак са Јуријем. Обзиром да је Хенри знао за њихову превару,директор те агенције планира да га убије;Клаи Верис који је био начелник тајне службе која се звала Близанац, тражио је дозволу да га убије,тј.елиминише али је то одбијено.
Када је схватио да је Дени агент,који је по налогу ту да га надгледа,Хенри постаје пријатељ са њом. Након провале у његову кућу агената из владе,Хенри зове свог детектива који је убијен са Џеком и његовом љубавницом. Хенри упозорава Дени о нападу,и они су успели да убију убице који су извршили напад на његов дом и тако су схватили да агенција жели њих обоје да убије.
Хенри и Дени су са Бароном, бившим Хенријевим колегом,отишли у Колумбију. Дени су сакрили у Бароновој кући и они су испланирали да се нађу са Јуријем за неке даље планове и опције.У међувремену Клеи припрема свог најбољег убицу да убије Хенрија и када су се борили,Хенри је схватио да убица има огледало у себи у ком се он огледа кад је био млад,са свим вештинама. Када је повређени убица стигао у сигурносну кућу,белу кућу,откривено је да је он Клејев усмени усвојен син Јуниор. Њега је занимала сличност са Хенријем,али је и даље остао при плану да заврши посао.
Хенри такође размишља о сличностима са убицом, и Дени је рекла да то може да буде његово дете иако је Хенри то порицао, тестирали су ДНК узорке и Дени је сазнала да су узорци Хенрија и Јуниора исти, да је Јуниор Хенријев клон. Хенри је био очајан у потрази за одговорима, он се састао са Јуријем у Мађарској и сазнао је за пројекат клонирања, и да је човек ког је он убио био један од научника који је тај пројекат водио. Покушавали су да направе клона који неће имати емоције,осећај бола и тај научник је покушао да напусти тај пројекат и бива убијен тада када је откривен.
Пошто је Хенри хтео Јуниора да одврати од намера које је имао Клеи, Хенри је звао Леситера који је служио да пошаље Јуниора да врати Дени безбедно у Сједињене Америчке Државе. Јуниор је отишао да покупи Дени, и тада је искористио прилику и поставио замку Хенрију,али је Дени упозорила Хенрија неким уређајем за слушање, који је био сакривен у њеном зубу. Хенри објашњава Јуниору да је он клон и убеђује у то тако што је открио њихове сличности и вештине,а да то нико други није знао. Када су побегли назад у оперативни систем Близанаца, Јуниору је срце било сломљено и он је тада кренуо да напада Клеиа, који је тврдио да мора победити Хенрија, да би био бољи.
Јуниор се ишуњао из базе Близанаца, нашао је Хенрија и договорили су се и направили савез са Клеи да га суспендују, на неки начин скину са владе. Док Јури тера Хенрија да одустане од те намере, да би показао да је бољи, Барон бива убијен у плану који је наредио Клеи, и потом је Јуниор Клеа онесвестио када су се тукли.
Након што су победили талас оперативне базе Близанаца, Дени, Хенри и Јуниор се суочавају са још једним оперативцем са специјалним оклопима за тело које није осећало емоције и бол. Пуцали су га понављано, и успели да га експлозијама убију,склонили су његову његову кацигу и сазнали су да је он млађи клон од Хенрија само што су могућности да осећа бол и емоције уклоњени. Поражени Клеи покушава да оправда своје акције то што је радио Јуниору:његово оправдање је било да то што је стварао клонове који су имали Хенријеве вештине, би у исто време омогућило да се сачувају животи млађих будућих војника и да се све те операције које су имали,постану невероватно успешне. Јуниор је био згранут,и планирао је да упуца Клеа,али Хенри је Јуниора одговорио од тога и убија Клеја сам,јер је имао велики терет који је носио.
Уверен да више нема клонова који су били створени и да су коначно били безбедни, Хенри се састаје са Јуниором који је кренуо на колеџ са идентитетом Џексон Броган. То име је било измишљено, које је добијено на основу презимена Хенријеве мајке. Након тога Хенри и Дени заједно планирају Џексонову будућност.

## Улоге
- Вил Смит као Хенри Броган, бивши Морски извиђачки снајпериста који сада ради као убица за ДИА, који се сматрао најбољим убицом своје генерације. Смит је био један од многих глумаца који су сматрани улогом кроз дуготрајни развојни процес. 
  - Смит такође портретира Џексона Брегона (кодног назива "Јуниор"), а "Сениор", другог клонираног убицу послатог за њим. Смит је "дигитално остарио" коришћењем снимања покрета и компјутерски генерисаних слика.[8] Глумац Виктор Хуго послужио је као референт за сцену Јуниора.
- Мери Елизабет Винстед као Даниеле "Дани" Закаравески, ветеранка морнарице и агент ДИА-е која помаже Хенрију након што је он спаси од убиства. Винстед је добила улогу над Татјаном Маслани.[9][10]
- Клајв Овен као Клајтон "Клај" Варис, немилосрдни директор Близанаца, бивши Форс Рекон Марин који ствара Јуниора да "повуче" Хенрија и преузме његово место.
- Бенедикт Вонг као Барон, бивши марински колега Хенрија и вешт пилот који ради као туристички оператер.

Остали чланови су Ралф Браун као Дел Петерсон, Хенријева помоћница у ДИА-и, Линда Емонд као Џенет Ласитер, директор ДИА-е, Даглас Хоџ као Џек Вилис, бивши морнарски колега, Илиа Волек као и Јуриј Ковакс, руски оперативац који тајно прати историју Близанаца, Еј Бонила као Марино, агент ДИА-е убијен због његове повезаности са Хенријем, Игор Сазс као др Валери Дормов, један од лекара који су клонирали Хенрија, Бјорн Фрејберг као Келер, оперативац Близанаца и Џастин Џејмс Бојкин као Конор.

## Продукција

### Развој и предпродукција
Близанац, заснован на концепту Дарена Лемка, продат је да би био режиран од стране Walt Disney Pictures са Дон Марфијем као продуцентом и Тонијем Скотом као режисером 1997. Филм је привукао пажњу Скота, Кертиса Хансона и Џоа Карнахана који су хтели да га режирају. Тада, Дизнијев сада непостојећи сектор за анимацију и визуелне ефекте "тајна лабораторија" је развио тест, познатији као "Пројекат људско биће", да би створили визуелне ефекте за филм, које би се састојале од стварања млађег CG клона главног глумца. Главна улога је привукла Харисона Форда, Роберта Де Нира, Ал Пачина, Мајкла Дагласа, Крис О’Донела, Мел Гибсона, Томија Ли Џонса, Кевин Костнера, Пирс Броснана, Брус Вилиса, Џон Траволту, Џон Војта, Дензел Вашингтона, Џонија Депа, Николаса Кејџа, Бред Пита, Кијану Ривса, Том Круза, Клинт Иствуда, Герарда Батлера, Ник Нолта, Мет Дејмона, Бена Афлека, Џејсон Статама, Двејна Џонсона, Мајкл Б. Џордана, Идрис Елбу, Арнолда Шварценегера и Сон Конерија. Филм, ипак, никад није напредовао у Дизнију зато што у том времену технологија није била довољно напредна да би се филм режирао.
Лемке-ов сценарио је поново написан од стране Били Реја, Ендру Никола , Давида Беонифа , Брајана Хелгеланда , Џонатана Хенсеија  и тима писаца који су чинили Стефан Ј. Ривел и Кристофер Вилкинсон.
2016, Skydance Media је преузела филм од Дизнија. Са Џеријем Крукхеимером као продуцентом, поред Skydance-ovog Дејвида Елисона, Дане Голденберга и Дона Гренџера. Марфи, Мајк Стенсон, Чад Оман и Брајан Бел су били извршни продуценти. Анг Ли је унајмљен да режира филм за Paramount Pictures и Skydance у Априлу 2017.Fosun Pictures се убрзо прикључио одбору за финансирање са Буо Гуангчангом на позицији извршног продуцента.
Вил Смит је одабран за главну улогу, и издавање филма је заказано за 11. октобар 2018. У јануару 2018., Клив Овен и Мери Елизабет Винстед су изабрани за филм, са Винстедовом у улози Татјане Маслани. У фебруару 2018., Бенедикт Вонг се придружио глумцима и снимање је отпочело.

### Снимање
Главно снимање почело је 27. фебруара 2018. у Гленвилу, Џорџија, и обухватала је локације у Картагини, Колумбија. Снимање је настављено у Мају 2018. године у термалном купалишту Шехени у Будимпешти, Мађарска. Као и Леејев претходни филм "Ходање дугих полувремена Билија Лина", филм је снимљен дигитално при изузетно високој брзини кадрова од 120фпс, овог пута модификованом за 3Д, на модификованим APII Alexa камерама , постављеним на STEREOTEC 3D Rigs.

### Визуелни ефекти
Визуелне ефекте обезбеђују Weta Digital, а надгледају их Бил Вестенхофер и Гај Вилиамс , уз подршку Park Road Post-a, Universal Production Partners (UPP), Scanline VFX, Legend3D, Inc., The Third Floor, Inc., East Side Effects, Clear Angle Studios и Stereo D.

## Издање
Близанац је објављен у Сједињеним Државама 11. октобра 2019. од стране Paramount Pictures. Првобитно је требало да буде објављен 4. октобра, али Paramount је филм повукао на сцену недељу дана касније. Премијерно је приказан на Циришком Филмском фестивалу 1. октобра 2019. године у 3Д, 2Д, RealD 3D, Dolby Cinema, IMAX 3D, IMAX, 4DX and ScreenX Formats. 

## Одзив

### Благајна
Близанац је зарадио 48,5 милиона долара у САД и Канади, и 124,6 милиона на другим територијама, за укупну светску зараду од 173,2 милиона. Процењено је да филм мора зарадити око 275 милиона у свету да би се исплатио, а резултат је показао губитак од 75 милиона за студије који су учествовали.
У САД и Канади, филм је пуштен у исто време кад и "Породица Адамс" и "Џекси", и оригинално је требао зарадити 24-29 милиона долара од 3642 биоскопа првог викенда. Филм је првог дана зарадио 7,5 милиона укључујући 1,6 милион од четвртка увече, смањујући очекивања на 20 милиона. Стигао је до 20,5 милиона, завршивши трећи на благајнама. Слаба критика, познат простор и прецењеност Џокера су наведени као кривци за лош успех. Другог викенда филм зарада је опала за 58.6% на 8,9 милиона, завршивши на петом месту.
Филм је издат у пет земаља пре САД и зарадио је 7 милиона долара, са првим местом на сваком тржишту у : Француској (3 милиона долара), Немачкој (3 милиона долара), Швајцарској (434 хиљаде долара), Аустрија (262 хиљаде долара) и Израел (259 хиљада долара, Лијев најбољи увод у земљи). У Кини је филм зарадио 21 милион, мање него очекивано, изневеривши свој пратећи филм "Грдана : Господарица Зла". Након две недеље филм је зарадио 118 милиона долара на светском нивоу, укључујући незадовољавајућих 82 милиона на другим континентима.

### Критички одговор
На Rotten Tomatoes, филм има ниво задовољства од 26% и оцену 4.68/10 на основу 291 критике. Критични консензус ове странице гласи : " Упечатљиве визуелне мисије Близанац-а подржавају и снажне перформансе, али овај научно-фантастични трилер фатално подрива фрустрирајућу причу". Што се тиче Metacritic-а, филм има просечну оцену 38 од 100, засновану на 49 критичара, што указује на "углавном недовољне критике". Публика коју је испитивао CinemaScore филму је дала просечну оцену "Б +", на скали од А до Ф, док је публика на PostTrack-u дала 3,5 од 5 звездица.
Вариет-ов Петер ДеБруге филм је назвао "заблудом високог концепта" и написао : "У пракси је то био готово немогућ пројекат који је прошао кроз руке безбројних глумаца и прошао кроз више пута јер технологија није била тамо још. Барем је то био изговор, иако судећи по готовом производу, сценариј никада није испунио обећање његове премисе."  Ела Кемп из IndieWire дала је филму оцену "Ц +" написавши "За Лее, чини се да има смисла - филм ствара забринутости које су обојиле бројне његове пројекте : расправу о природи против неговања ; отуђење човека који се руши : изазов шта дигитални филм може да уради. На папиру, филм Близанци тежи ка сва три питања, али у пракси је филм непробојан изван свог технолошког покрета".
Дајући филму једну звезду, Кевин Махер из The Times није остао импресиониран сценаријем и снимањем од 120 кадрова у секунди, написавши "У сваком тренутку држи сваки детаљ у кадру (позадина и предњи план) живописан, углађен фокус. Поред тога што је естетски одбијајући (то је као што је дечија телевизија из 1980-их или најгори видео за венчање до сада)" и старење назвао "алармантно убедљивим". 

### Признања
| Награда                            | Датум церемоније | Категорија                                        | Прималац/и                                                                   | Резултат  | Референца |
| ---------------------------------- | ---------------- | ------------------------------------------------- | ---------------------------------------------------------------------------- | --------- | --------- |
| Награда друштва за визуелне ефекте | 29. јануар 2020. | Изванредни визуелни ефекти у фотореалној функцији | Бил Вестенхофер, Карен Марфи-Мандел, Гај Вилиамс, Шелдон Стопшек, Марк Хокер | Номинован | [ 45 ]    |
| Награда друштва за визуелне ефекте | 29. јануар 2020. | Изванредан анимирани лик у фотографској функцији  | Пол Стори, Стјуарт Едкок, Емилиано Падовани, Марко Ревелант (за "Јуниора")   | Номинован | [ 45 ]    |